# Artus Quellinus I.

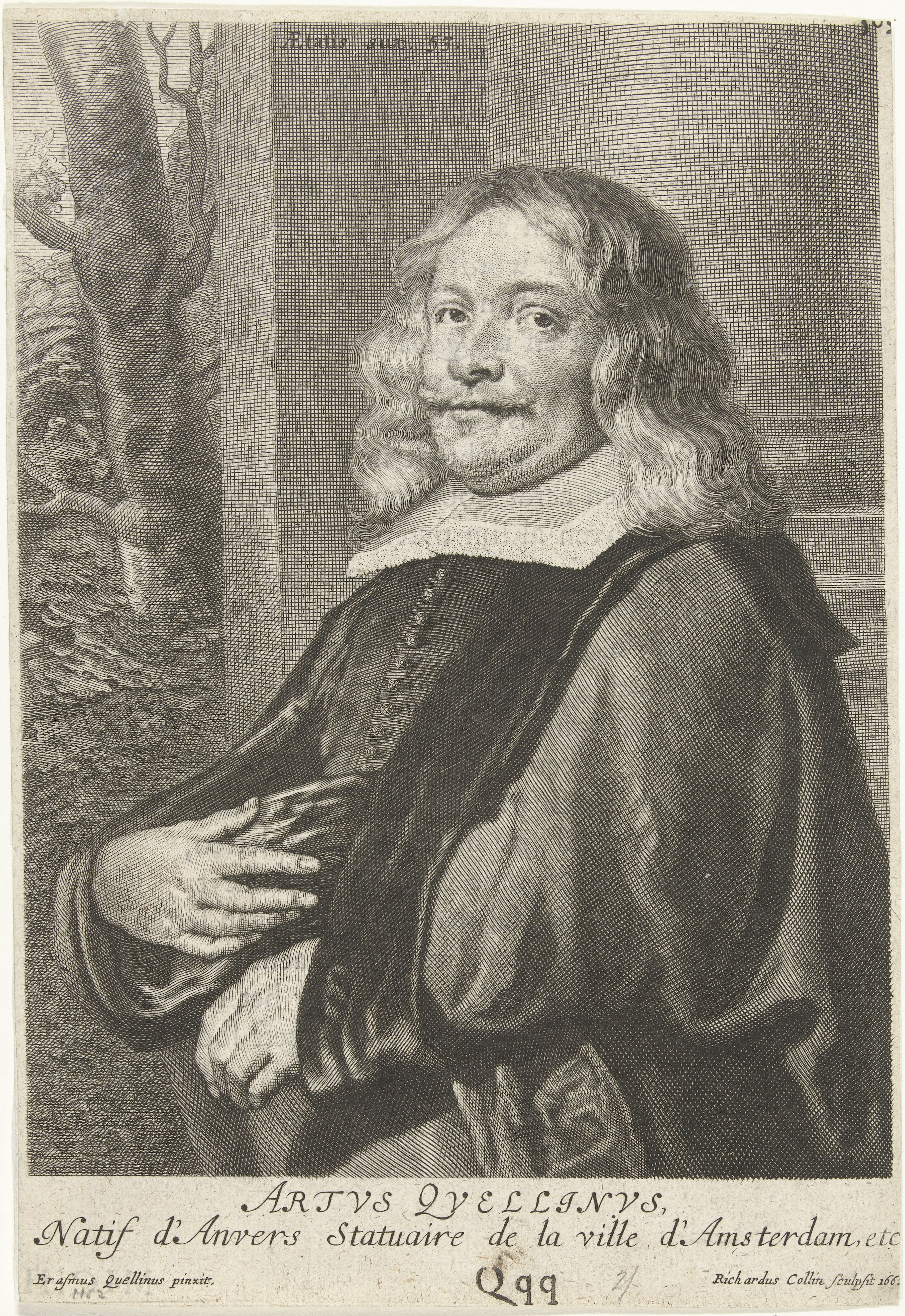
Porträt von Artus Quellinus nach einem Gemälde von Erasmus Quellinus (1662).

Artus Quellinus (* 30. August 1609 in Antwerpen; † 23. Februar 1668 in Antwerpen) war ein flämischer Bildhauer. Er wird in der Literatur meist als Artus Quellinus der Ältere bezeichnet.

## Leben
Artus Quellinus war der Sohn und Schüler des Bildhauers Erasmus Quellinus I. aus der Künstlerfamilie Quellinus, sowie Bruder von Erasmus Quellinus II. und Hubertus Quellinus. Er bildete sich bei dem flämischen Bildhauer François Duquesnoy in Rom aus. 1640 wurde er in die Lukasgilde von Antwerpen aufgenommen. Nach 1648 wurde er nach Amsterdam berufen, um das dortige Rathaus, das Paleis op de Dam, mit Skulpturen zu schmücken. In den beiden Giebeln brachte er zwei figurenreiche, die Seemacht Amsterdams verherrlichende Gruppen an. Im Inneren führte er dekorative Arbeiten aus, unter anderem das Relief einer Diana und einer trauernden Karyatide. Quellinus bewegte sich in den mehr malerischen Ausdrucksformen des Barockstils.
1660 stellte er gemeinsam mit Gerrit van Uylenburgh die Kunstwerke für das Holländische Geschenk an Karl II. zusammen. Die bis 1924 tätige Quellinus-Kunstgewerbeschule in Amsterdam war nach ihm benannt.
Sein Vetter Artus Quellinus II. war ebenfalls Bildhauer.

## Werke

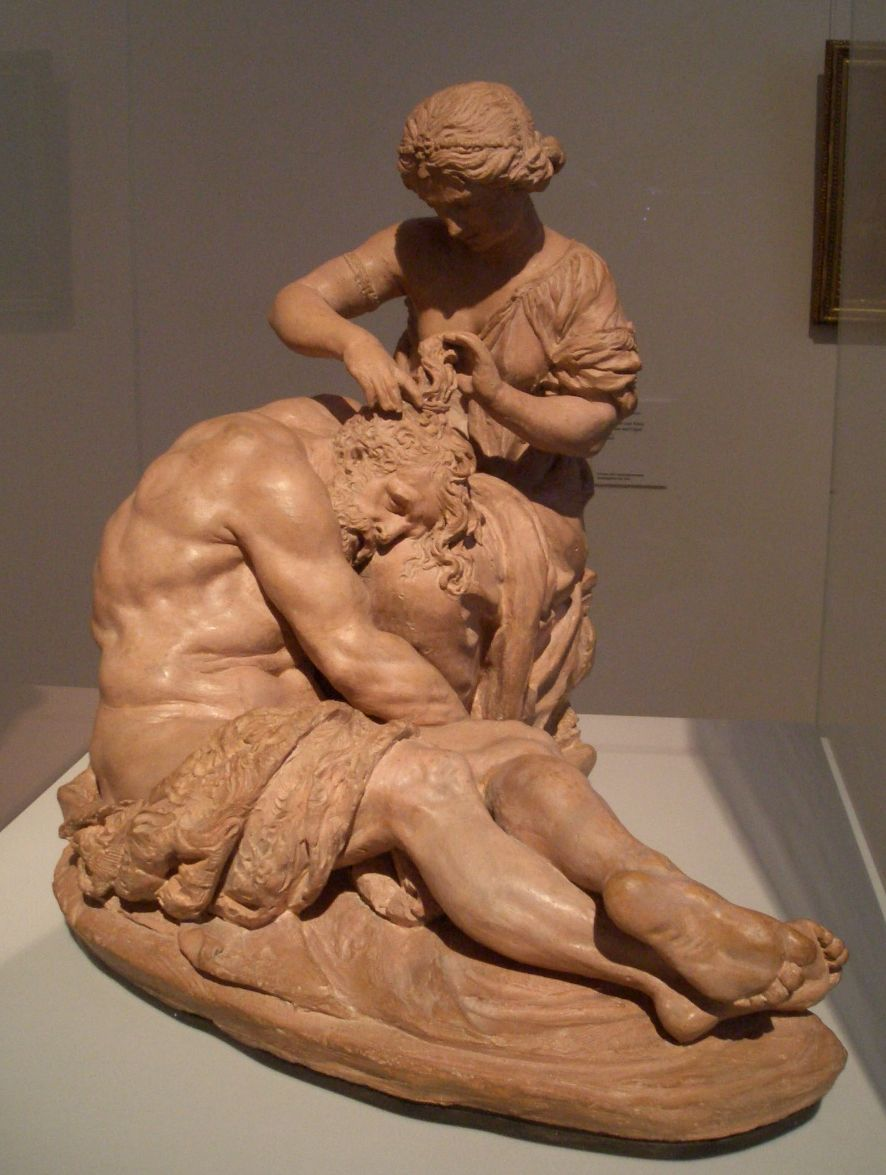
Samson und Delila

- Grabmal (1663) für den Generalfeldmarschall Otto Christoph von Sparr in der Marienkirche in Berlin-Mitte
- Samson und Delila (Ton, 1640) in der Skulpturensammlung, Berlin
- Pallas Athene (1660) im Museum Kurhaus Kleve
- Grabmal für Friedrich III. (Schleswig-Holstein-Gottorf) im Schleswiger Dom.
- Portraitbüste von Johan de Witt, Dordrechts Museum
- Portraitbüste von Andries de Graeff (1661), Rijksmuseum Amsterdam